# Coleophora coronillae
Coleophora coronillae là một loài bướm đêm thuộc họ Coleophoridae. Nó được tìm thấy ở Đức to Ý và Bulgaria and from Litva to bán đảo Iberia. Nó cũng được tìm thấy ở miền nam Nga, Transcaucasia, central châu Á và Iran.
Ấu trùng ăn Coronilla varia. Ấu trùng có thể tìm thấy từ tháng 9 đến tháng 5.